# Моето лято на любовта
„Моето лято на любовта“ (на английски: My Summer of Love) е британски романтичен драматичен филм от 2004 г. на режисьора Павел Павликовски. Сценарият, написан от Павликовски и Майкъл Уайн, е базиран на едноименния роман на Хелън Крос.

## Премиера
Филмът е представен за първи път на Единбургския филмов фестивал на 21 август 2004 г., а от 5 ноември тръгва в киносалоните на Великобритания. В България премиерата му е на София Филм Фест на 8 март 2005 г.

## Актьорски състав
| Актьор         | Роля   |
| -------------- | ------ |
| Натали Прес    | Мона   |
| Емили Блънт    | Тамсин |
| Пади Консидайн | Фил    |
| Дийн Андрюс    | Рики   |

## Награди и номинации
| Категория                                       | Номиниран(и)                           | Резултат                               |
| Награда на БАФТА (12 февруари 2005 г.)          | Награда на БАФТА (12 февруари 2005 г.) | Награда на БАФТА (12 февруари 2005 г.) |
| ----------------------------------------------- | -------------------------------------- | -------------------------------------- |
| Най-добър британски филм                        | Най-добър британски филм               | награда                                |
| Европейски филмови награди (3 декември 2005 г.) |                                        |                                        |
| Най-добър филм                                  | Най-добър филм                         | номинация                              |
| Най-добър режисьор                              | Павел Павликовски                      | номинация                              |
| Най-добър оператор                              | Ришард Ленчевски                       | номинация                              |
| Най-добра актриса                               | Натали Прес                            | номинация                              |